# Alejandro Daniel Giorgi
Alejandro Daniel Giorgi (Buenos Aires, 25 de janeiro de 1959) é um clérigo argentino e bispo auxiliar católico romano na Arquidiocese de Buenos Aires .

## Vida
Alejandro Daniel Giorgi recebeu o sacramento da ordenação sacerdotal em 17 de novembro de 1990 do Arcebispo de Buenos Aires, Antonio Quarracino .
Em 14 de fevereiro de 2014, o Papa Francisco o nomeou Bispo Titular de Summa e Bispo Auxiliar de Buenos Aires. Ele e o Bispo Auxiliar Ernesto Giobando SJ, nomeado simultaneamente, foram ordenados bispos pelo Arcebispo de Buenos Aires, Cardeal Mario Aurelio Poli, em 3 de maio do mesmo ano. Os co-consagradores foram o Bispo de Lomas de Zamora , Jorge Rubén Lugones SJ, o Bispo de Azul, Hugo Manuel Salaberry Goyeneche SJ, o Bispo de Jujuy, César Daniel Fernández, e o Bispo Auxiliar Emérito em Buenos Aires, Horacio Ernesto Benites Astoul.